# Station Czarna Białostocka O.K.L.
Station Czarna Białostocka 0.K.L. is een station van smalspoorlijnen voor de bosbouw in de Poolse plaats Czarna Białostocka. Het smalspoornet is gesloten in 1993. Deze lijntjes dienden voor het transport van hout uit de bossen in de omgeving. In 2005 is het 8 km lange traject van Czarna Białostocka naar Czeremchowa Tryba heropend als museumspoorlijn. Er is nog geen sprake van een geregeld toeristisch vervoer.